# シンガポール・ストーン
シンガポール・ストーン (英語: The Singapore Stone) は、当初シンガポール川の河口に立っていた、大きな砂岩の厚板の一片。少なくとも13世紀、或いは10世紀、または11世紀と同じ頃に遡ると考えられる大きな厚板には、未解読文字の碑文が彫られている。近年の説は、碑文が古ジャワ語 (カウィ語) 或いはサンスクリットだと示唆しており、その島が過去のマジャパヒト王国文明の延長である可能性を暗示した。
碑文を依頼した者は、スマトラ島民である可能性が高い。その厚板は、シンガポール川の河口に巨大な石を投げ入れたと言われている、14世紀の指導者であるバダングの、伝説的な話と関係するのかもしれない。バダングが死ぬと、「シンガプーラ Singapura海峡のその地に」彼の墓を建てるため、ラージャは二本の石柱を送った。
その石は1843年、イギリス植民地時代に河口を広げ、要塞とその営舎を建設するために爆破された。
現在シンガポール国立博物館で展示されているその石は、2006年1月に11個のシンガポールの国宝の1個として、また、国家文物局により開催された博物館のコレクションにて、トップ12の遺物の1つとして博物館に指定された。

## 砂岩の厚板

### 発見

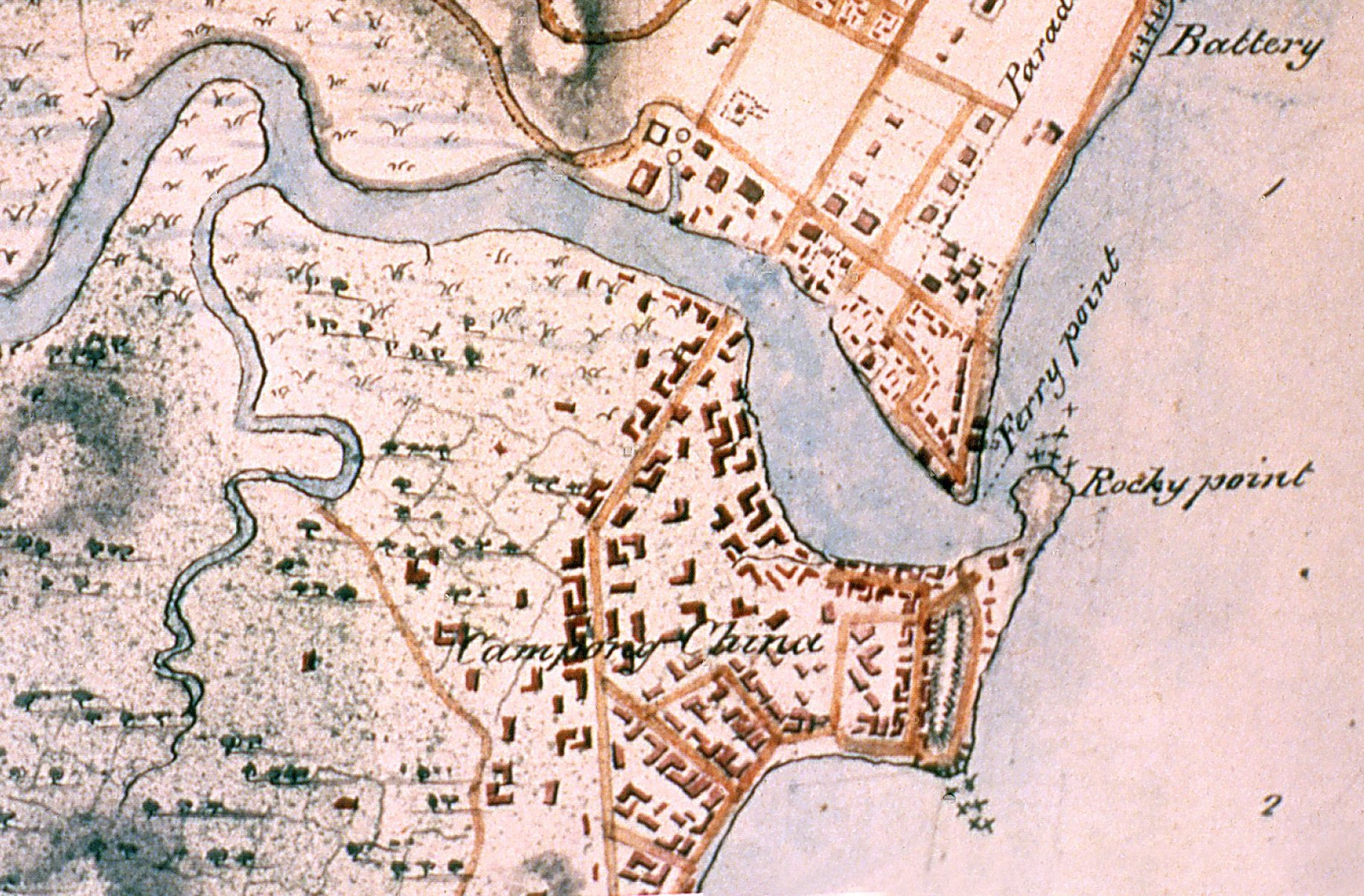
砂岩の石板が立っていたシンガポール川の河口にある、ロッキー・ポイントの位置を示す1825年の地図

トーマス・ラッフルズ (1781–1826) のシンガポール到着から数ヶ月後の1819年6月に、高さ10ft (3.0m)×長さ9から10ft (2.7から3.0m) の砂岩の厚板が、シンガポール川河口の南東でジャングルの木を取り除いていた労働者達により見つかった。それはthe Rocky Point、のちにArtillery Point、Fullerton要塞、the Master Attendant's Officeとして知られる岬に立っていた。(1972年、厚板の場所から短い突起物が作られ、マーライオンと呼ばれる想像上の動物の塑像をその上に置いた。像はその後移された。)  William Edward Maxwell卿により収集され、1886年に出版された“the Journal of the Asiatic Society of Bengal”からの文書によると、Dr. D.W. Montgomerieが、岩は従者長のR.N.Flint船長により雇われたベンガルの船員達により発見されたと発言した。
シンガポール入江の入口の南東側のロッキー・ポイントにあるそれ (砂岩の厚板) の状況を覚えているだろうか。1819年のその場所は森の木やジャングルに覆われ、その石はR.N.Flint船長に雇われた数人のベンガル人船員達により見つかった。碑文を発見した者達は非常に怯えて、除去作業を続けるよう仕向けられなかった。私が正しく記憶していれば、高賃金の激励を受けた中国人により作業は完遂された。
厚板は50または52行の活字が彫られていたが、発見時までには、碑文の意味は島の住民にとって既に謎の存在であった。

### 外観
シンガポールの弁理公使だったジョン・クラウフォード (1783–1868) は、下記の言葉で、1822年2月3日の日記にて厚板を説明する。
シンガポールの近代的な町が建設されている、ソルト・クリークの入口の西側を形成する石だらけの場所で、碑文のある砂岩の相当硬い石版が、2年前に発見された。これを私は今朝早くに調べた。その石は、形状的に粗雑な塊で、人工的手段で2つのほとんど同じパーツに割られた、大きな塊の半分から形成されている。その2個の部分は今や互いに向かい合い、底部で2ft半以内の距離を隔て、約40°の角度で相互に向き合ってもたれ掛かっている。碑文が刻まれているのは、石の内側の表面だ。その出来栄えは、私がジャワかインドで見てきたその種のどれよりも遥かに雑で、その文字は恐らく時間よりも寧ろ、ある程度は、岩の自然な分解からのために、作文としてすっかり判読できないほどに消し去られている。しかしながら、あちこちで少しの文字は十分に見えるようだ。その字は四角いというよりは丸い。
“the Journal of the Asiatic Society of Bengal”を創刊したジェームズ・プリンセプ (1799–1840) という、アングロ系インド人の学者にして好古家は、HMSウルフ号のDr. ウィリアム・ブランドによる1837年のその雑誌の論説を出版し、どんな方法でも知覚できる厚版に残されたものの全てを複写したと述べた。ブランドは次のように厚版を記述した。
現在Artillery Pointと呼ばれている、シンガポールの川の右岸の終点を形成する土地の岬に、高さ約10ft、厚さ2から5ft、長さ約9から10ftの、やや楔形であり風雨で傷んだ組織の、粗く赤い砂岩の石または岩が立つ。76°の角度で南東に傾斜している面は、ムラがある四角い形に滑らかにされていて、約32平方ftのスペースがあり、全体的に盛り上がった縁がある。この表面には、50行程の碑文が本来刻まれていたが、風雨により文字が消されたので、それらの多くの部分は判読できない。それでもやはり、石の隆起した辺がある程度守る、特に右下の角にある文字など、十分に明白な文字は多く残存している。
碑文は、幅約1.9cmの曲線的な文字で彫られていた。

### 破壊
1843年1月頃、厚板は代理の植民地技師D.H. Stevensonの命令の下、Fullerton要塞とその指揮官の営舎のための空間を作り、シンガポール川河口の航路を一掃し広げるために、粉々に爆破された。一部の情報源は、公共事業の監督者であるジョージ・ドラムグール・コールマンが石の破壊に責任を負っていたが、爆破時の彼は休暇中でシンガポールには居なかったと主張する。James Low中佐は砂岩の厚板を残すよう請願したが、それは計画中の平屋住宅の障害になると言われていた。爆発が起きた時、彼は職場から川を渡り、文字が書かれた破片を選んだ。破片は非常に分厚かったので、中国人に小さな板状に彫らせた。彼は、碑文の最も読みやすい部分のある小片のいくつかを選び、分析のためにコルカタの王立アジア協会の博物館（現在のインド博物館）に送り、それらは1848年6月頃に到着した。

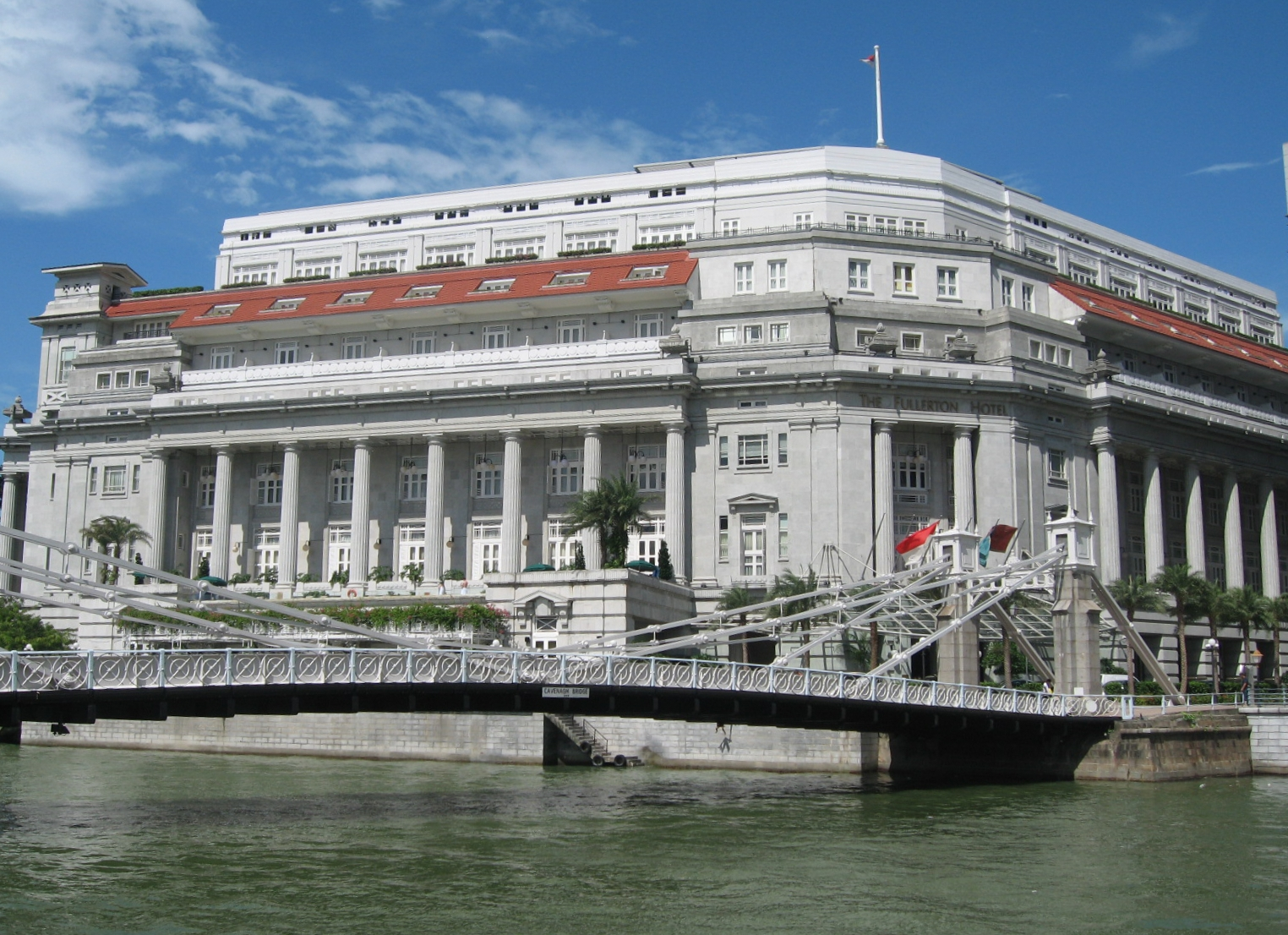
シンガポール・ストーンが見つかった場所の近くに今日建つザ・フラトン・ホテル・シンガポール

Maxwellの文書に拠れば、砂岩の厚板の破壊の知らせがベンガル直轄州に届いた時、ジェームズ・プリンセプはWilliam John Butterworth海峡植民地総督に、まだ存在するかもしれない、如何なる判読可能な断片をも確実に手に入れ、王立アジア協会の博物館に送るよう依頼した。Butterworthは、「Low大佐が持っているかもしれないものを除き、あなたが言う石の唯一の残存部分は、護衛のセポイや取引業務を行う為に待機する人々による屋敷として使われていた、シンガポールの財務省のベランダにあったところを私が見つけました。私は一刻も早くそれを自宅に送りました。しかし、悲しい哉、碑文は殆ど消えてしまっていたのです。こうした断片はそして、しかしながら──つまり、1843年──今、私が大きな注意を払って石を保存して、あなたの博物館のために謹んでそれを送らせて頂きますが、私が望んだように、シンガポールに博物館を建設することは出来ませんでした。」と応じた。
最終的に粉砕されて道路用の砂利として使われるまで、遺物だった大きな石はフォート・カニングに棄てられた。1841年にシンガポールに着いたW.H. Readに拠ると、
私は、今はフォート・カニングにある総督官邸の角にあった、岩石の大きなブロックを記憶している。だが、嘗て、ペナン総督が不在だった時に、道路を置き換えるために石を必要とした囚人達が、古代の貴重な遺物を砕いてしまい、その結果、過去の歴史の全痕跡が失われた。現在、クラブ、郵便局、従者長の事務所がある、Fullerton要塞周辺に堤防が築かれた時に、それは破壊された。シンガポール川の入口にあった時は、それは旗や御供物で飾られていた。破壊行為である、石の撤去の直接の結果は、川が浅くなるというものだった。私がずっと「楔形文字」だと理解していた、似た文字の碑文は、カリムン県に未だ (1884年) 存在すると聞いたことがある。
Dr. D.W. Montgomerieは、ジャングルの伐採中に厚板を発見したベンガル船員達が、作業を続けることを説得させられ得なかったことを思い起こし、「古代の遺物の破壊を認めた者達が、そうした健全な迷信により妨げられなかったのは、何と残念なことだろう！」とコメントした。
1918年、ラッフルズ博物館と図書館の管理委員会は、コルカタの王立アジア協会に砂岩の厚板の断片を返却するよう求め、コルカタ博物館は一個の断片を送り返すことに同意した。考古学者のJohn N. Miksicは「恐らく、その他の欠片はまだコルカタにある」と述べた。

## 碑文と解読の試み

### トーマス・スタンフォード・ビングレイ・ラッフルズ
ラッフルズ自身は、原版の砂岩の厚板にある碑文を解読しようと試みた。彼の1834年の作品“The Malay Peninsula”にて、the Madras ArtilleryのPeter James Begbieはイギリス東インド会社の節で次のように書いた。
シンガポールの主な好奇心は、川の先端にある大きな石であり、その片面は傾斜して滑らかになっており、そこには何行かの文字が彫られているのが未だに確認できる。しかしながら、その石は片岩の多孔質であり、碑文は読み辛い。スタンフォード・ラッフルズ卿は、それらを解読する為に強力な酸の利用により、文字を浮き彫りにしようと努めたが、その結果は失敗だったと言われている。
“Hikayat Abdullah”にて、ムーンシーアブドゥラとしても知られていたアブドゥラ・アブドゥル・カディル (1796–1854) は、ラッフルズが伝道者の牧師Claudius Henry Thomsenを連れて、ラッフルズが「異形な石」と表現したものを1822年10月に見せた、と記録した。ラッフルズは、その文字はヒンディー語に違いないという考えをしていたようであり、「何故ならば、ヒンディーは東洋の全移民民族の中で最も古く、ジャワ島やバリ島、シャムにまで達し、その住民は全てヒンドゥーから伝わったからだ。」

### ウィリアム・ブランドとジェームズ・プリンセプ: パーリ語？

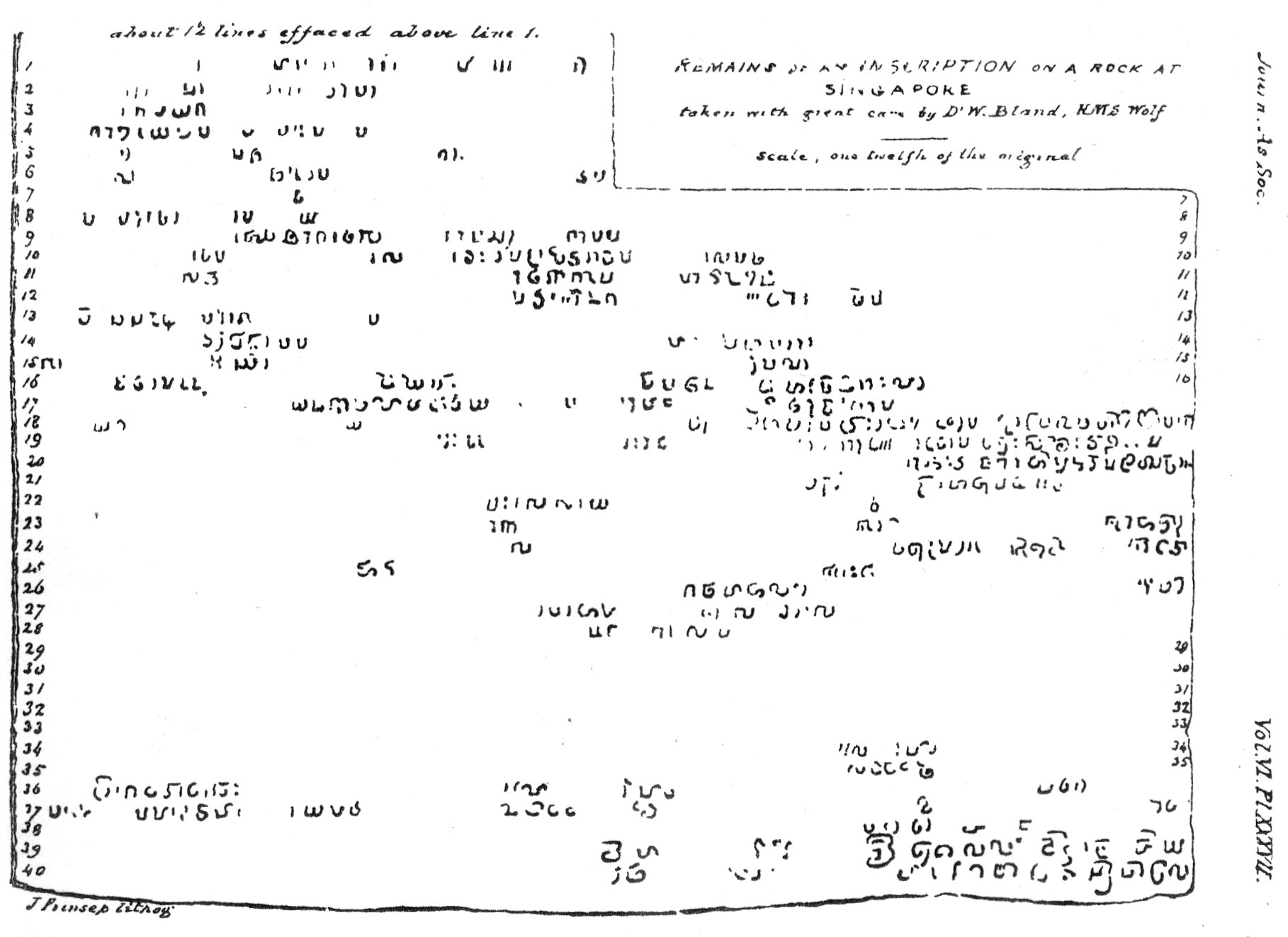
1837年に“the Journal of the Asiatic Society of Bengal”のプレートXXXVIIとして出版された、シンガポール・ストーンの碑文のウィリアム・ブランドのコピーのジェームズ・プリンセプによるリトグラフ。

1837年の“Journal of the Asiatic Society of Bengal”で出版された彼の記録にて、ウィリアム・ブランドはその石に「頻繁に巡礼し」、「可能なら、満足のいくように上手くやって少ない文字を保存し、
その言語やそれを刻んだ人々の、小さくても、何かを我々に伝えることを決心し、このような訳で、マレー半島についての我々の限られた曖昧な知識を補う」と報告した。
「知的な先住民の書き手」の支援を得て、ブランドはコピーをする為に厚板の文字の印を取って「よく出来た柔らかい生地」を使った。それぞれの文字の印が作られた後、石の文字そのものは鉛白で塗られ、「目で分かる限り、(中略) そしてその二つが一致すれば、それは可能な限りほぼ正しいと見做される。これが全文字に実施されたが、より濃い濃度で複製に印を付けられた文字は、目視で容易にコピーされるので、より不明瞭なものには特に注意が払われた。」ブランドは石が調査された時に、「太陽が西に沈む時、容易に分かる影が文字に投げ込まれ、そこから大きな力添えが得られた」ことも見出した。
ブランドの見解、「そのテーマの非常に限られた知識からの発言」からは、碑文は古代セイロン語、つまりパーリ語であった。ジェームズ・プリンセプはこれに同意して、結合した文、或いは単語ですら組み立てる為に思い切る事は出来ないが、「文字の幾つか── g、l、h、p、s、y、c ──は母音字の印と同様に、容易に認識される。」と述べた。彼は、碑文の目的は「ほぼ確実に、マレー半島のその目立った岬に、仏教の信仰の拡張を記録する為だ」という見解を述べた。

### Peter James Begbieの推論: タミル語？
“The Malay Peninsula” (1834) にてPeter James Begbie大佐は、「疑いなく不明瞭な主題に光を投げ入れる試みをした。」彼は『マレー人年代記』(1821) の14世紀の絶対的指導者バダングの伝説、イギリスのオリエンタリストジョン・レイデン (1775-1811) による、著者の死後に出版された“Sejarah Melayu” (1612) の英訳を参照した。『マレー人年代記』に拠ると、バダングの強さの素晴らしい偉業の知らせは、Klingの地 (コロマンデル海岸) にまで達した。その国のラージャは、彼と力比べをさせる為にNadi Vijaya Vicramaという名の戦士を派遣し、競技会の結果に財宝で満たされた7隻の船を賭けた。彼等の相対的な力を少し試した後、バダングはラージャの大広間の前に置かれている巨大な石を指し、対戦者にそれを持ち上げてもらい、この技能で見せた最大の力によって彼等の主張を決せられることを認めるよう求めた。Klingの戦士は同意して、幾度かの失敗の後に、彼の膝と同じ高さに石を持ち上げることに成功したが、その直後に落としてしまった。バダングは石を拾って、何度も簡単にそれを持ち上げて河口に投げ捨てた。これがSinghapura、つまりTanjong Singhapuraの地点に今日見える石なのである。年代記は長い時間の後に公式のものとなり、バダングが死んでSinghapura海峡のその地に埋葬され、彼の訃報がKlingの地に届くと、ラージャは記念碑として彼の墓を建てる為に2本の石柱を送り、それらが湾の岬で鎮座していた柱である。
Begbieは次に、バダングの墓の上に置かれた記念碑がシンガポール川河口の砂岩の厚板であり、その碑文はバダングの偉業の話を含むという推測をした。彼は、1223年から1236年まで治めたSri Rajah Vicramaとして、「Klingのラージャ」を特定した。Begbieの見解では、碑文は使われなくなったタミル語の方言である。
(Begbieが西暦1228年頃とする) その交流の時期にて、マレー人は書き言葉を全く持たず、その後40年から50年の間になって初めて、イスラム教が大衆のものとなり、それによりアラビア文字が導入された。多分Klingのラージャは、この書き言葉が全く無い状態を認識して、岩に碑文を刻ませる為に自分の国の彫刻家を雇った。その碑文は未知の言語であることから、その中で物語られているような元の話は、必然的に口頭伝承により伝えられ、主要な特徴以外の全ての物は破損した。この推測は、私が精通しているどの他の東洋語の形よりもマラヤーラム文字のそれに、より似ていることによって裏付けられる。私はその言葉が本質的にタミル語だと言うつもりは無いが、その碑文がタミル語の廃れた方言にて表現されているという意見をただ述べるのみである。

### J.W. Laidlay: カウィ語？

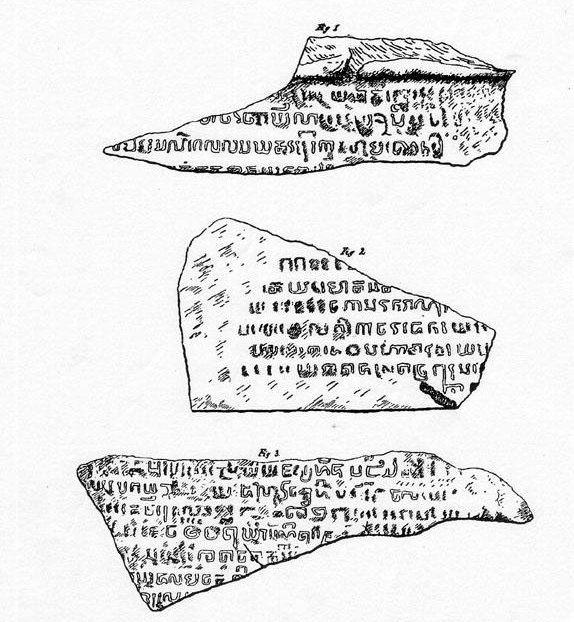
Journal of the Asiatic Society of BengalのLaidlayの1848年の記事からの、シンガポール・ストーンの3個の断片のスケッチ。最下の断片は現在、シンガポール国立博物館にある

J.W. Laidlayは、Butterworth大佐とJames Low中佐によりベンガルのアジア協会に寄付された、砂岩の厚板の断片を調べ、石の表面に細かく粉末にした獣炭を撒いて、全ての窪みを埋める為に羽根で優しく掃いた。このようにして「色の強いコントラストにより、ほんの僅かな物がこうして際立ってはっきり目立つ状態にされた。この方法により、様々な観点から文字を研究することで」Laidlayは、3点の断片の碑文のスケッチを作ることができた。Laidlayに拠ると、最上部のスケッチに示された断片は、碑文の上部からのものと見られたが、プリンセプのリトグラフでは除外されていた。彼は、他の2点の断片をそのリトグラフのどの部分とも同一視出来なかった。
Laidlayは、文字の四角い形状がプリンセプを欺いて、碑文がパーリ語だという結論に導いたのだと感知した。実際、その文字はパーリ語とは全く似ても似つかなかった。Laidlayは、その文字と、出版されていたシンハラ文字の碑文のそれを同定出来なかったが、多くのサンスクリットの借用語を伴う古ジャワ語に基づいた、ジャワ島、バリ島、ロンボク島の文語であるカウィ語と一致していることを発見した。彼は、「この言語のアルファベットと共に、(中略) 私はその文字の全て、ないしは殆どを読むことが出来るが、勿論、その言語自体の知識無しには、その碑文の意味への手掛かりは得られない。」と留意した。Begbieに依拠して、彼は「その碑文は、マレー人のイスラム教への改宗よりも前の時代での、ジャワ語の偉業の記録であることが確率的に推測される。」とも述べた。

### ケルンと他の研究者による研究: 古ジャワ語或いはサンスクリット？
砂岩の断片の最初の効果的な研究は、オランダの碑文研究者、ヨハン・ヘンドリク・カスパー・ケルンに拠った。彼はsalāgalalasayanara、ya-āmānavana、kesarabharalaとyadalamaを含む少数の単語の解読に成功したが、それらが書かれた言語の特定は出来なかった。彼は碑文の推定時期を1230年頃として伝えた。もう一人のオランダのインド学者、N.J. Kromは、1848年に発表された石の拓本から、その活字がマジャパヒト王国のものに似ているが、1360年よりもある程度古い時代に遡ると判断した。
他の学者は異なる見解を取った。古代インドネシア文字の学者、Dr. J.G. de Casparisは、その文字の種類は10世紀か11世紀といったより古い時代に遡るかもしれないと事前に判断した。彼は古ジャワ語 (カウィ語)と見られる1語か2語を解読する事が出来た。その一方で、インドネシア国立考古学研究センターの碑文専門家にしてインドネシア大学の講師、Drs. Boechariの見解は、12世紀より前に遡るその文字は、ジャワ語の書き方よりもスマトラ語に近い類似性を持ち、その言語は古ジャワ語でなく、その時代のスマトラ島で一般的に使われていた、サンスクリットであるというものだ。John Miksicは、碑文のみに基づいてde Casparisの説かBoechariの説、何方がより正しいかを断定することは不可能だが、碑文を依頼した人物が文化的にジャワ人ではなくスマトラ人であったという結論を受け入れることは容易であり、何故かと言うと、10世紀までにジャワの言語的影響はスマトラ島南部のランプン州の地域に達したが、シンガポールのような遥か北方ではそうした影響は発見されておらず、当時のスマトラ島や沖合の島々にてジャワ人の植民地化の証拠はないからである、とコメントした。Miksicは、厚板に関する殆どの結論は拓本や写真に基づいており、この為、砂岩板の断片の詳細な分析が、碑文の年代、又はその内容の本質に関してより多くの情報を提供するという「僅かな可能性」があると指摘した。しかしながら、彼はその文字が完全に解読されることは、多分無いだろうとも発言した。

### 2019年のタミル語による解読の主張
2019年12月、オーストラリアのDr. Iain Sinclair は、インドのチョーラ朝のタミル人の複数の王により使われた称号である"parakesarivarman"という単語の部分だと彼が述べた、碑文の"kesariva"という断片を特定したと主張した。それは千年前と同じくらい昔に遡る、シンガポール海峡とのタミル人の繋がりを示唆し、それ故に島の歴史年表を再定義する。彼は、その石が11世紀の初めに作られたかもしれないことを示唆している。

## 今日のシンガポール・ストーン

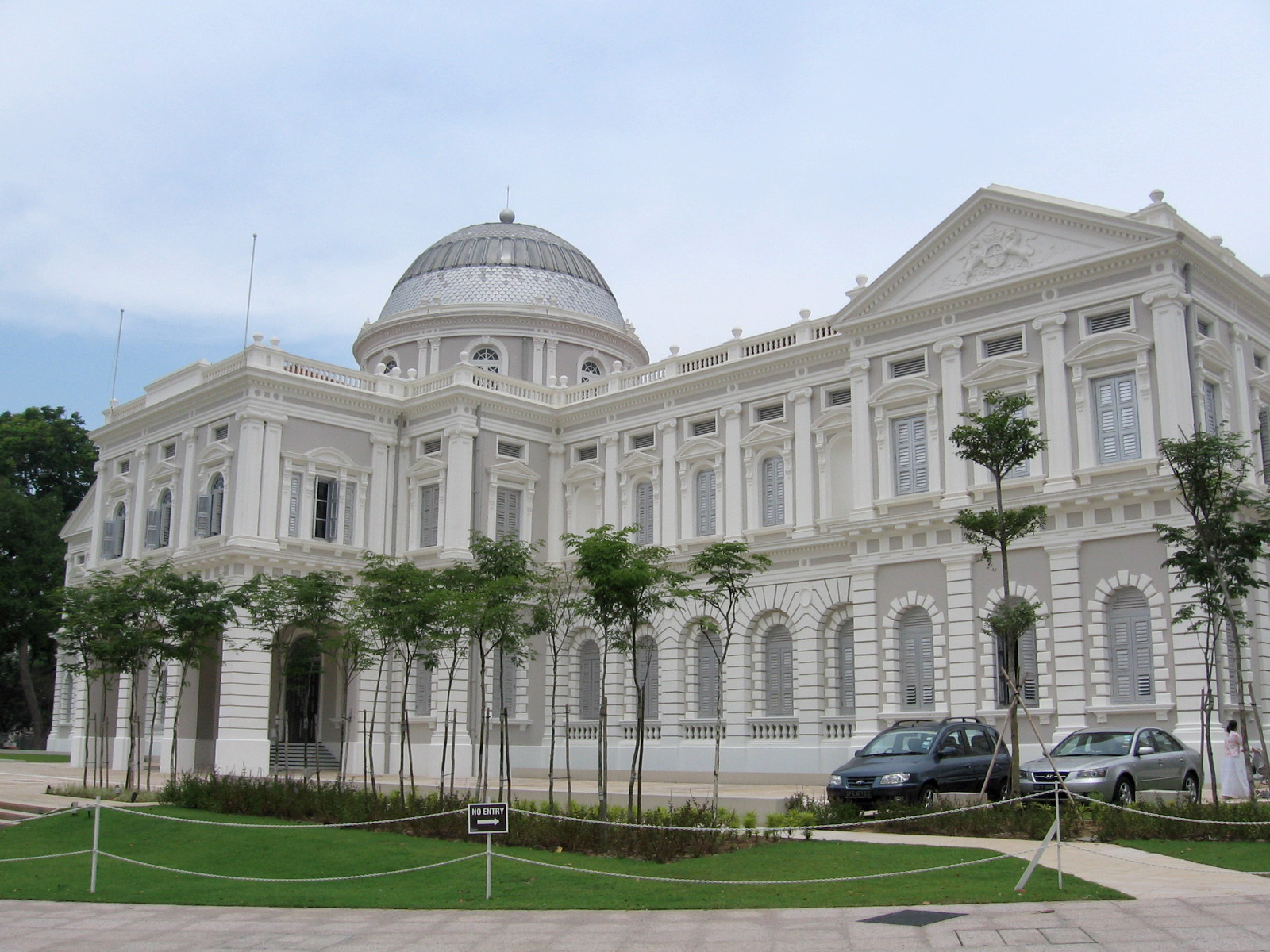
シンガポール・ストーンが現在展示されるシンガポール国立博物館

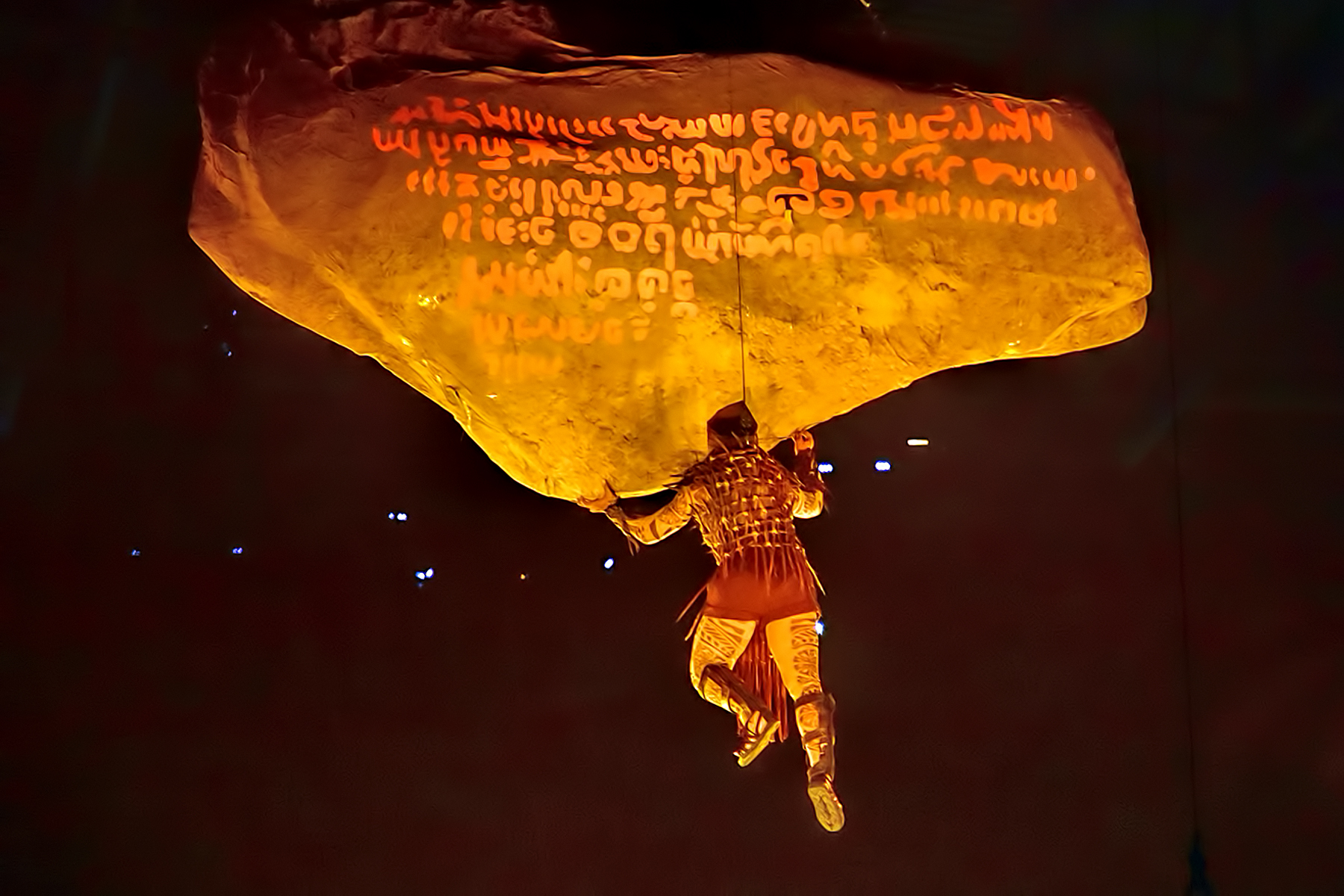
2016年のシンガポール国慶慶典にてシンガポール・ストーンを持ち上げる、伝説的な政治指導者バダングの表現

Low中佐により保存された原版の砂岩の厚板の断片の1つは、後にシンガポールの当時のラッフルズ博物館に返還され、シンガポール・ストーンとして今日知られている。現在はシンガポール国立博物館の、シンガポール歴史ギャラリーにて展示されている。その石は、2006年1月に国立博物館によって11の「国宝」の1つに、国家文物局によって開催された博物館コレクションにて、トップ12の遺物の1つとして指定された。
バダングの伝説との関連性と共に、シンガポール・ストーンは、2016年のシンガポール国慶慶典 (独立記念日) の間に表現された。